# Греъм Макрей
Греъм Макрей (на английски: Graham McRae) е новозеландски автомобилен състезател, пилот от Формула 1.
Роден е в Уелингтън, Нова Зеландия на 5 март 1940 г., умира в Окланд, Нова Зеландия на 4 август 2021 г.

## Формула 1
Греъм Макрей прави своя дебют във Формула 1 в Голямата награда на Великобритания през 1973 г. В световния шампионат записва 1 състезание, като не успява да спечели точки. Състезава се за отборите на „Уилямс“.